# Baldovinești, Brăila
Baldovinești este un sat în comuna Vădeni din județul Brăila, Muntenia, România. Denumirea provine din vechiul patronim Baldovin (care există în alte limbi sub formele Baldovino, Baudouin, Baldwin), care ea însăși se trage de la zeul frumuseții din mitologia nordică, anume Baldur.
Între anii 1417-1829 a făcut parte din Raiaua Brăila (Kaza Ibrail) a Imperiului Otoman. Până în 1940 numele „Jakobsonsthal” a rămas pentru germani ca un tribut adus primului binefăcător al satului, Arnold von Jakobson. În timpul celui de-al doilea război mondial numele său a devenit Baldovinești, astăzi este cunoscut sub piscul german sau Generalul Praporgescu .

## Istoric
Jakobsonsthal a fost singurul sat german din România în afara Dobrogei și Basarabiei, adică la nord de Dunăre și la vest de râul Prut. Germanii din Jakobsonsthal în 1940 au fost relocați împreună cu cei din Dobrogea (Dobrudscha).
Primul botez din cartea bisericească a lui Jakobsonsthal datează din 12 aprilie 1843, dar 1844 este de obicei dat ca anul fondator al acestui sat.
În primăvara anului 1844, un grup de 45 de familii s-au stabilit în regiunea dintre Brăila și Galatz, la gura afluentului Siret, la nord de Dunăre. Majoritatea acestor coloniști timpurii erau așa numiți separatiști din Basarabia, care au rătăcit din 1842 în căutare de pământ. În cele din urmă s-au stabilit aici, în ciuda avertismentelor puternice ale guvernatorului districtului Brăila, Arnold von Jakobson. Această zonă era cunoscută pentru inundațiile sale frecvente din Dunăre. În 1846, 1857, 1861 și mai târziu în 1897, casele din cărămidă de noroi ale lui Jakobsonsthal au fost dizolvate de apele Dunării și Siret.
O altă problemă importantă pentru acești săteni, considerați „străini” de către autoritățile locale, era faptul ca puteau doar închiria case sau terenuri, însă în 1922, odată cu reforma agrară românească, au primit dreptul prin care puteau cumpăra 5 sau 6 ha de teren, prea puțin pentru a susține o familie.  
În ciuda tuturor acestor condiții, mulți dintre locuitorii lui Jakobsonsthal și-au continuat să-și reconstruiască satul, astfel încât în 1940, împreună cu germanii din Dobrudscha, 163 dintre ei au fost relocați în Germania. Alții însă au plecat de-a lungul anilor și s-au mutat în Basarabia (la Bortscheag, Oneschti etc.) sau s-au stabilit în Acpunar, Atmagea, Tschukurowa, Catalui sau în alte sate Dobrudscha.
Material genealogic pentru acest sat poate fi găsit în filmele Galatz LDS # 127 0534 și 127 0535 pentru anii 1856 - 1941 și în filmul Jakobsthal (sic) LDS # 176 8087 pentru nașteri 1843 - 1877, căsătorii 1868 - 1879 și decese 1868 - 1880.